# Marcello Tommasi
Marcello Tommasi (Pietrasanta, 29 gennaio 1928 – Lido di Camaiore, 27 settembre 2008) è stato uno scultore e pittore italiano.
Attivo principalmente a Firenze, Parigi e Pietrasanta, fu considerato "l'erede simbolico del Neoplatonismo quattrocentesco".

## Biografia
Nato in una famiglia d'artisti (era figlio dello scultore Leone Tommasi e fratello del noto pittore Riccardo Tommasi Ferroni), si laureò in Lettere all'Università di Firenze, conseguendo nel 1966 il dottorato in Storia dell'Arte, con una tesi su Pietro Tacca.
Tra il 1948 e il 1958 frequentò lo studio di Pietro Annigoni, disegnando, dipingendo e progressivamente rivolgendo il suo impegno alla scultura.
Marcello Tommasi visse principalmente tra Firenze e la Versilia, spostandosi spesso nell'amata Parigi. Maestro dell'arte figurativa, lavorò molto sia nell'ambito dell'arte sacra che in quella secolare, prendendo spesso spunto dai miti greci. La sua enorme produzione comprende centinaia di opere fra disegni, bozzetti, sculture, dipinti e affreschi.

## Collocazione delle opere
Sue opere si trovano al Gabinetto dei disegni e delle stampe agli Uffizi, nel Museo nazionale di Varsavia, nelle gallerie d'arte moderna di Barcellona, di Malaga, di Piacenza e in quella del Vaticano; al Museo Azorin di Monóvar e al Museo Casa Natale di Michelangelo Buonarroti di Caprese Michelangelo; presso la Biblioteca Nazionale di Parigi, all'Università di Pisa e all'Istituto di Storia dell'Arte dell'Università di Firenze.
Numerose sculture e gruppi bronzei e marmorei di Tommasi sono collocate in chiese monumentali, palazzi pubblici e importanti piazze, in Italia e all'estero. Solo per citarne alcune tra le principali:
- "Carolina", Parigi, piazza Gabriel Perné
- "Ilaria", Charenton-le-Pont, all'ingresso del Palazzo del Comune
- "Fontana della Libertà", Parigi, Piazza Léon Blum
- Porta bronzea della Chiesa di Santa Maria Maddalena de' Pazzi, Firenze
- Formelle bronzee per la porta della Chiesa di San Giovanni Evangelista, Montelupo Fiorentino
- "Apollo e Dafne", Firenze, Piazza della Libertà
- Via Crucis, Pietrasanta, Duomo di San Martino
- Gruppo bronzeo, Pietrasanta, Piazza del Mercato Nuovo
- "San Giovanni Battista" e formelle bronzee per il portale, Pieve di Valdicastello
- Porta bronzea, Via Crucis e un affresco raffigurante il "Battesimo di Gesù", La Spezia, Chiesa dei Santi Giovanni ed Agostino
- "Il figliol prodigo", statua in bronzo realizzata nel 1988 (unico esemplare), Rossano (CS), Piazza SS Anargiri
- Via Crucis, realizzata nel 2003, Our Lady of Loreto Parish, Foxfield, Colorado (USA)

Altri dipinti e affreschi adornano molte chiese italiane.

## Principali esposizioni
- 1955: Milano, Galleria degli Artisti
- 1960: Firenze, Galleria Michaud
- 1961: Firenze, Galleria Santa Croce
- 1962: Milano, Galleria Cairoli
- 1968: Firenze, Galleria dell'Accademia delle Arti del Disegno
- 1968: Roma, Galleria La Vetrina
- 1970: Londra, Galleria Arts Unlimited
- 1971: Firenze, Palazzo Strozzi (con Antonio Berti e Jacques Lipchitz)
- 1971: Londra, Galleria Arts Unlimited
- 1972: Parigi, Galleria Tivey-Faucon
- 1973: Barcellona, Sala Gaudi
- 1973: Roma, Galleria La Barcaccia
- 1973: Firenze, Galleria Il Mirteto
- 1974: Madrid, Club Urbis
- 1974: Malaga, Palazzo della Deputazione provinciale
- 1974: Monóvar, Museo Azorin
- 1975: Parigi, Galleria Regine Lussan
- 1976: Firenze, Galleria Mentana
- 1983: Amsterdam, Istituto di Cultura per i Paesi Bassi
- 1983: Parigi, Mairie du XI Arrondissement
- 1983: Seravezza, Palazzo Mediceo
- 1983: Parigi, Galleria Regine Lussan
- 1987: Barcellona, Galleria Kreisler
- 1987: Parigi, Galleria Regine Lussan
- 1988: Seravezza, Palazzo Mediceo

## Marcello Tommasi nei musei
- Museo Civico di Foggia
- Museo Casa Natale di Michelangelo Buonarroti di Caprese Michelangelo

### Monografie per cataloghi di esposizioni
- 1955: Elpidio Jenco
- 1960: Ardengo Soffici
- 1968: Giovanni Colacicchi
- 1968: Luigi Testaferrata
- 1972: Carlo Ludovico Ragghianti
- 1972: Jean Bouret
- 1972: Monique Dittiere
- 1972: Tommaso Paloscia
- 1973: Miguel Ángel Asturias
- 1973: Carlos Arean
- 1983: Pierre Bas
- 1988: Antoine Blondin
- 1988: Paolo Portoghesi
- 1991: Costantino Paolicchi

### Altri saggi
- Giulio Madurini, Pitture sacre di Marcello Tommasi, Il Fuoco, Milano, 1962
- Manlio Cancogni, L'arte come eroismo e sfida, La Fiera Letteraria, Milano, 1968
- Raymond Charmat, Marcello Tommasi, Le nouveau journal, Parigi, 1972
- Nadine Lablond, Marcello Tommasi illustre Ovide, Terre d'Europe, Parigi, 1974
- Renzo Federigi, Da Tommasi a Consagra in una singolare congiunzione, Paese Sera, Firenze, 1979
- Angela Tumminelli, Marcello Tommasi, uno scultore di matrice rinascimentale, Nuovi Orizzonti, Firenze, 1986
- Francesc Miralles, Marcello Tommasi tras los pasos de Rodin, La Vanguardia, Barcellona, 1987